# Coupe des Pays-Bas de football 2016-2017
Navigation
Édition précédente Édition suivante
La Coupe des Pays-Bas de football 2016-2017, nommée la KNVB beker, est la 99e édition de la Coupe des Pays-Bas. La compétition commence le 16 août 2016 et se termine le 30 avril 2017, date de la finale qui se dispute au Feijenoord Stadion. 
Le club vainqueur de la coupe est qualifié pour la phase de groupe de la Ligue Europa 2017-2018.

## Déroulement de la compétition
Tous les tours se jouent en élimination directe. À chaque tour, un tirage au sort est effectué pour déterminer les adversaires.
Les clubs qui jouent en Europe ne peuvent pas s'affronter avant les huitièmes de finale.

## Calendrier
| Tour                  | Date                    | Équipes participantes |
| --------------------- | ----------------------- | --------------------- |
| 1er tour qualificatif | 16, 17 août             | 36                    |
| 2e tour qualificatif  | 23, 24 août             | 42                    |
| 1er tour              | 20, 21 et 22 septembre  | 64                    |
| 2e tour               | 25, 26 et 27 octobre    | 32                    |
| Huitièmes de finale   | 13, 14 et 15 décembre   | 16                    |
| Quarts de finale      | 24, 25 et 26 janvier    | 8                     |
| Demi-finales          | 28 février, 1 et 2 mars | 4                     |
| Finale                | 30 avril                | 2                     |

## Résultats

### Huitièmes de finale
Les matchs des huitièmes de finale se déroulent les 13, 14 et 15 décembre 2016.
| Date        | Club                | Résultat | Club              |
| ----------- | ------------------- | -------- | ----------------- |
| 13 décembre | FC Volendam         | 4 - 1    | VVSB              |
| 13 décembre | VV IJsselmeervogels | 0 - 1    | SC Heerenveen     |
| 14 décembre | PEC Zwolle          | 1 - 2    | FC Utrecht        |
| 14 décembre | Vitesse Arnhem      | 4 - 0    | CVV De Jodan Boys |
| 14 décembre | AZ Alkmaar          | 2 - 0    | ASWH              |
| 14 décembre | Feyenoord Rotterdam | 5 - 1    | ADO Den Haag      |
| 15 décembre | SC Cambuur          | 2 - 1    | Ajax Amsterdam    |
| 15 décembre | Heracles Almelo     | 0 - 3    | Sparta Rotterdam  |

### Quarts de finale
Les matchs des quarts de finale se déroulent les 24, 25 et 26 janvier.
| Date       | Club           | Résultat           | Club                |
| ---------- | -------------- | ------------------ | ------------------- |
| 24 janvier | FC Volendam    | 1 - 1 ap 5 - 6 tab | Sparta Rotterdam    |
| 25 janvier | FC Utrecht     | 2 - 2 ap 6 - 7 tab | SC Cambuur          |
| 25 janvier | AZ Alkmaar     | 1 - 0              | SC Heerenveen       |
| 26 janvier | Vitesse Arnhem | 2 - 0              | Feyenoord Rotterdam |

### Demi-finales
Les matchs des demi-finale se déroulent les 1er et 2 mars.
| Date     | Club             | Résultat           | Club           |
| -------- | ---------------- | ------------------ | -------------- |
| 1er mars | Sparta Rotterdam | 1 - 2              | Vitesse Arnhem |
| 2 mars   | AZ Alkmaar       | 0 - 0 ap 3 - 2 tab | SC Cambuur     |

### Finale
La finale se joue le 30 avril 2017 au Feijenoord Stadion de Rotterdam.
| 30 avril 2017 | AZ Alkmaar | 0 - 2   | Vitesse Arnhem          | Feijenoord Stadion, Rotterdam |                            |
| 18h00         |            | (0 - 0) | 81e 88e van Wolfswinkel | Arbitrage : Danny Makkelie    | Arbitrage : Danny Makkelie |